# Nicolás Fernández Cucurull
Nicolás Fernández Cucurull (Ceuta, 9 de julio de 1963) es un político español.

## Biografía
Nacido en Ceuta en 1963, es licenciado en Derecho y en Ciencias Económicas y Empresariales por la Universidad Pontificia de Comillas. En las elecciones generales de 2000 fue elegido senador del Partido Popular por Ceuta y repitió en las de 2004 y 2008. También fue consejero de Fomento y de Economía y Hacienda del Gobierno de Ceuta. En las elecciones generales de 2011 renunció a volver a presentarse y fue nombrado subdirector de la Sociedad Pública de Desarrollo de Ceuta, de la que posteriormente fue director. El 19 de junio de 2015 fue nombrado delegado del Gobierno en Ceuta en sustitución del fallecido Francisco Antonio González.